# Très-Saint-Rédempteur (Quebec)
Très-Saint-Rédempteur, antes conocido como Côte Sainte-Madeleine y Le Bois-Franc y también llamado Saint-Rénac en la idioma popular, es un municipio de la provincia de Quebec en Canadá. Es uno de los municipios que conforman el municipio regional de condado de Vaudreuil-Soulanges en la región de Vallée-du-Haut-Saint-Laurent en Montérégie.

## Geografía
Très-Saint-Rédempteur se encuentra ubicado al oeste del MRC de Vaudreuil-Soulanges por la frontera con la provincia de Ontario, 9 kilómetros al suroeste de Rigaud. Los municipios vecinos son Hawkesbury Est en los condados unidos de Prescott-Russell al oeste, así como Rigaud al norte y noreste, Sainte-Marthe al este y Sainte-Justine-de-Newton al sur. La superficie total del municipio es de 26,19 km² cuyos 26,17 km² en tierra. La parte oeste y sur del territorio esta en la planicie del San Lorenzo aunque el noreste está sobre la Montaña de Rigaud. Los ríos Rigaud y à la Raquette corren por Très-Saint-Rédempteur.

## Urbanismo
La carretera 325 atraviesa la localidad y el territorio.

## Historia
El señorío de Rigaud, que incluía el territorio de Très-Saint-Rédempteur, fue concedido en 1732 a Pierre de Rigaud de Vaudreuil de Cavagnial y François-Pierre de Rigaud de Vaudreuil. El territorio de Très-Saint-Rédempteur corresponde a la novena concesión del señorío de Rigaud, llamada Côte Sainte-Madeleine. La concesión, ubicada a 9 km del pueblo de Rigaud, fue religada por caminos generalmente no utilizables, impidiendo que vaya a la iglesia e a la escuela. Los habitantes de la concesión quieran una parroquia para su comunidad. En 1880, el nuevo nouvel obispo de Montreal, Édouard-Charles Fabre instituía la nueva parroquia que nombró Très-Saint-Rédempteur. Mismo año, el municipio de Très-Saint-Rédempteur fue decretado y el primero alcalde fue John McCabe. La oficina de correos, abierta de 1882 a 1969 se llamaba Saint-Rédempteur. El 30 de enero de 2010, el municipio cambió su estatus para el de municipio antes que parroquia.

## Política
Très-Saint-Rédempteur está incluso en el MRC de Vaudreuil-Soulanges. Es uno de los municipios rurales del MRC que no están inclusos en la Comunidad metropolitana de Montreal. El consejo municipal está compuesto por seis consejeros sin división territorial. El alcalde actual (2015) es Jean Lalonde, que es prefecto del MRC también.
|          | 2005-2009                                                                            | 2009-2013                                                                            | 2013-2017                                                                                  |
| Alcalde  | Jean Lalonde                                                                         | Jean Lalonde                                                                         | Jean Lalonde                                                                               |
| Consejos | Mario Cardinal Paul Cozens Élise Dufresne Guy Guénette Mario Santini Alexandre Zalac | Mario Cardinal Paul Cozens Élise Dufresne Guy Guénette Mario Santini Alexandre Zalac | Mario Cardinal Lise Charest Paul Cozens René-Philippe Hébert Julie Lemieux Alexandre Zalac |

Très-Saint-Rédempteur forma parte de la circunscripción electoral de Soulanges a nivel provincial y de Vaudreuil-Soulanges a nivel federal.

## Demografía
Según el censo de Canadá de 2011, había 863 personas residiendo en este municipio con una densidad de población de 33,1 hab./km². Los datos del censo mostraron que de las 733 personas en 2006, en 2011 el cambio poblacional fue un aumento de 17,7%. El número total de inmuebles particulares resultó de 337 de las cuales se encontraban ocupadas por residentes habituales fueron 328.
Evolución de la población total, 1986-2014

## Economía
La economía local es agrícola.